# Nicolae Rainea
Nicolae Rainea (Brăila, 19 novembre 1933 – Bucarest, 1º aprile 2015) è stato un arbitro di calcio rumeno.

## Carriera

Rainea tra i due capitani, Kevin Keegan e Dino Zoff, nei convenevoli prima di Italia-Inghilterra del.

Diventato arbitro nel 1959, nel 1967 arrivò la nomina quale direttore di gara FIFA, per conto della quale avrebbe diretto 111 incontri di calcio internazionale.
Tra i più apprezzati arbitri della sua generazione, è ritenuto uno dei migliori direttori di gara internazionali degli anni 70 e 80 del XX secolo nonché il più importante arbitro rumeno della storia. Rappresentò la propria federazione durante le fasi finali del campionato del mondo 1974, dirigendo Brasile-Zaire; del campionato del mondo 1978, arbitrando la classica tra Italia e Francia, e Brasile-Perù; e del campionato del mondo 1982, dirigendo Italia-Argentina e Unione Sovietica-Scozia.
In campo continentale arbitrò la finale del campionato d'Europa 1980 tra Germania Ovest-Belgio, vinta per 2-1 dai tedeschi; nello stesso torneo aveva diretto anche la classica tra Italia e Inghilterra.
Relativamente alle competizioni per club, Rainea diresse la finale della Coppa dei Campioni 1982-1983 tra Juventus e Amburgo, vinta per 1-0 dagli anseatici. In precedenza, nel 1978 gli erano toccate sia la finale della Coppa UEFA tra PSV e Bastia, sia quella della Supercoppa UEFA tra Liverpool e Anderlecht.
Vanta anche la direzione in due semifinali di Coppa dei Campioni, nel 1979 e nel 1980; in due semifinali di Coppa delle Coppe UEFA, nel 1975 e nel 1977; e in due semifinali di Coppa UEFA, nel 1974 e nel 1981.
Si ritirò dall'arbitraggio nel 1984, passando idealmente il testimone al più giovane connazionale Ioan Igna quale arbitro di punta rumeno. Da allora cominciò la sua attività di osservatore arbitrale UEFA, che venne interrotta nel 2002 per raggiunti limiti d'età – sebbene Rainea abbia ricondotto tale decisione ad antiche invidie nutrite da parte dell'ex collega francese Michel Vautrot, in quel periodo membro della Commissione arbitrale UEFA.
È morto nel 2015 all'età di 81 anni, a seguito di un arresto cardiaco occorsogli in ospedale dove era ricoverato per un edema polmonare.